# GPR88
GPR88, G protein-spregnuti receptor 88, je protein koji je kod čoveka kodiran GPR88 genom.

## Literatura
1. ↑  Logue SF, Grauer SM, Paulsen J, Graf R, Taylor N, Sung MA, Zhang L, Hughes Z, Pulito VL, Liu F, Rosenzweig-Lipson S, Brandon NJ, Marquis KL, Bates B, Pausch M (2009). „The orphan GPCR, GPR88, modulates function of the striatal dopamine system: a possible therapeutic target for psychiatric disorders?”. Molecular and Cellular Neurosciences. 42 (4): 438—47. PMID 19796684. doi:10.1016/j.mcn.2009.09.007. Приступљено 08. 04. 2011.

## Dodatna literatura
- Maruyama K, Sugano S (1994). „Oligo-capping: a simple method to replace the cap structure of eukaryotic mRNAs with oligoribonucleotides.”. Gene. 138 (1-2): 171—4. PMID 8125298. doi:10.1016/0378-1119(94)90802-8.
- Suzuki Y; Yoshitomo-Nakagawa K; Maruyama K;  . (1997). „Construction and characterization of a full length-enriched and a 5'-end-enriched cDNA library.”. Gene. 200 (1-2): 149—56. PMID 9373149. doi:10.1016/S0378-1119(97)00411-3.
- Mizushima K; Miyamoto Y; Tsukahara F;  . (2001). „A novel G-protein-coupled receptor gene expressed in striatum.”. Genomics. 69 (3): 314—21. PMID 11056049. doi:10.1006/geno.2000.6340.
- Strausberg RL; Feingold EA; Grouse LH;  . (2003). „Generation and initial analysis of more than 15,000 full-length human and mouse cDNA sequences.”. Proc. Natl. Acad. Sci. U.S.A. 99 (26): 16899—903. PMC 139241 . PMID 12477932. doi:10.1073/pnas.242603899.